# Edmund (Band)
Edmund ist eine österreichische Band, die aus den Musikern Markus Kadensky und Roman Messner besteht.

## Geschichte
Roman Messner und Markus Kadensky kennen sich seit über einem Jahrzehnt, spielten aber in verschiedenen Bands und machten für sich Musik. Roman Messner spielte in der Band All Faces Down und Markus Kadensky unter anderem bei „Freilaut“. Das erste Mal zusammen spielten sie Anfang 2017 bei einer Jamsession, ein paar Monate später war dann „Edmund“ geboren.
Der Bandname wurde nach Edmund „Mundl“ Sackbauer aus der TV-Serie Ein echter Wiener geht nicht unter gewählt.
Ihr erstes Album war Freindschoft, das in den österreichischen Charts Platz 4 erreichte. Die gleichnamige Single erhielt auf YouTube über 8 Millionen Views. Die Singles Rondstah und Lebmsgfüh erhielten auf YouTube über 800.000 Views.
Im Rahmen der Amadeus-Verleihung 2021 wurden sie mit dem Amadeus Austrian Music Award in der Kategorie Album des Jahres für Leiwand ausgezeichnet.

## Diskografie

### Studioalben
| Jahr | Titel        | Höchstplatzierung, Gesamtwochen, AuszeichnungChartsChartplatzierungen (Jahr, Titel, Platzierungen, Wochen, Auszeichnungen, Anmerkungen) | Anmerkungen                                                 |
| Jahr | Titel        | AT | Anmerkungen                                                 |
| ---- | ------------ | --- | ----------------------------------------------------------- |
| 2018 | Freindschoft | AT4 Platin · (153 Wo.)AT | Erstveröffentlichung: 21. September 2018 Verkäufe: + 15.000 |
| 2020 | Leiwand      | AT2 Gold · (115 Wo.)AT | Erstveröffentlichung: 17. April 2020 Verkäufe: + 7.500      |
| 2022 | Fein         | AT1 (29 Wo.)AT | Erstveröffentlichung: 28. Januar 2022                       |
| 2025 | Legende      | AT1 (9 Wo.)AT | Erstveröffentlichung: 11. April 2025                        |

### Livealben
- 2019: Live im Gasometer

### Singles
| Jahr | Titel Album | Höchstplatzierung, Gesamtwochen, AuszeichnungChartsChartplatzierungen (Jahr, Titel, Album, Platzierungen, Wochen, Auszeichnungen, Anmerkungen) | Anmerkungen                         |
| Jahr | Titel Album | AT | Anmerkungen                         |
| ---- | ----------- | --- | ----------------------------------- |
| 2020 | Leiwand     | AT16 ×2Doppelplatin · (18 Wo.)AT | Erstveröffentlichung: 1. April 2020 |

Weitere Singles
- 2017: Freindschoft (AT: ×2Doppelplatin )
- 2018: Rondstah
- 2018: Lebmsgfüh (AT: Gold)
- 2018: Prinzessin (AT: Platin)
- 2019: Zam oid wearn (AT: Gold)
- 2019: Büdl on da Wond
- 2019: Schatzi
- 2019: Gin Tonic
- 2020: Balkon
- 2020: Die Blonde mitn Mittelscheitl (AT: Platin)
- 2020: Leg dei Herz (AT: Gold)
- 2020: Leiwand (Unplugged)
- 2022: Stü is die Nocht
- 2024: Jesolo
- 2024: Legende
- 2025: Echt